# Stazione meteorologica di Serravalle
La stazione meteorologica di Serravalle è una stazione meteorologica installata nel dicembre 2004.

## Coordinate geografiche
La stazione meteorologica di Serravalle si trova nella valle dell'Ausa a 160 m . È una delle stazioni meteorologiche di MeteoTitano, il centro meteorologico sammarinese.